# حرب مضيق جبل طارق
حرب مضيق جبل طارق (بالإسبانية: Batalla del Estrecho)‏ كان صراعًا عسكريًا حول موانئ مضيق جبل طارق، وقع في أواخر القرن الثالث عشر والنصف الأول من القرن الرابع عشر. شمل الصراع بشكل أساسي إمارة غرناطة الإسلامية الإسبانية، وتاج قشتالة المسيحي ، والدولة المرينية الإسلامية في المغرب الأقصى. وجاءت القيمة الاستراتيجية للموانئ من موقعها الذي يربط بين إسبانيا وشمال أفريقيا، وبالتالي يربط مسلمي إسبانيا ببقية العالم الإسلامي.   وكانت نتائج الحملة غير حاسمة. ضمت قشتالة جزيرة طريفة بشكل دائم، وتمكنت من الاستيلاء على جبل طارق والجزيرة الخضراء ولكن كلاهما سيعودان فيما بعد إلى الحكم الإسلامي. كما فشلت قشتالة في الحصول على أي ميناء في الجانب الأفريقي من المضيق. 

## المعركة من أجل المضيق
في أواخر القرن الثالث عشر وأوائل القرن الرابع عشر، دخلت كل من قشتالة والمرينيون في المغرب والنصريون في غرناطة معركة من أجل السيطرة على مضيق جبل طارق . هذه "المعركة" (بالإسبانية: la Cuestión del Estrecho)‏ فصل رئيسي في تاريخ سقوط الأندلس.
مع انهيار الخلافة الموحدية وزيادة وطأة سقوط المدن الأندلسية في عشرينيات وأربعينيات القرن الثاني عشر، أصبح الشاطئ الشمالي لمضيق جبل طارق تحت سلطة إمارة غرناطة النصرية ، وهي آخر دولة أندلسية . باعتبارها تابعة لإقليم الجزيرة الخضراء  وفي عام 1274، تنازل السلطان النصري محمد الثاني عن جبل طارق وإقليم الجزيرة إلى أبو يوسف يعقوب ، سلطان المغرب المريني ، لمساعدته ضد الاعتداءات القشتالية.  (تذكر مصادر أخرى أن عام 1275 هو التاريخ الذي سلم فيه سلطان غرناطة طريفة والجزيرة الخضراء وجبل طارق إلى المرينيين لاستخدامها كموانئ أساسية).  في عام 1292، في سعيه للسيطرة على المضيق، فرضت قوات سانشو الرابع ملك قشتالة حصارًا على طريفة واستولت عليها بسهولة تحت حكم غوزمان . ثم حاصر المرينيون طريفة بعد عامين دون جدوى. ونتيجة لذلك، قرر المرينيون التراجع إلى المغرب الأقصى وتسليم ما تبقى من موانئهم إلى أمراء غرناطة. 
على الرغم من عدم توفر أي رواية حول حال جبل بعد الفتح الإسلامي للأندلس، إلا أن هناك أسبابًا للاعتقاد بوجود بلدة محصنة صغيرة في جبل طارق، وأن وجودها كان نتيجة مباشرة لسقوط طريفة عام 1292. بعد الاستيلاء على المدينة، كان من المتوقع أن يفرض سانشو حصارًا على الجزيرة الخضراء (لم يحدث ذلك في النهاية) من أجل قطع الروابط المباشرة بين المرينيين وشبه الجزيرة الأيبيرية. وبهذه الطريقة، كان جبل طارق سيحمي الحرس الخلفي للجزيرة الخضراء ويوفر موقعًا احتياطيًا في حالة سقوط الجزيرة الخضراء. وفي الوقت نفسه، ومع تزايد تواجد الأساطيل المسيحية في المضيق، أصبح جبل طارق بمثابة نقطة مراقبة ممتازة. 
وبعد سنوات من أحداث طريفة، اندلع شجار بين المرينيين والنصريين عام 1306. قام النصريون على الفور برعاية تمرد عثمان بن إدريس ، المطالب بالعرش المريني في المغرب. نزل عثمان بمساعدة قوة نصرية في سبتة ، وسرعان ما سيطر عليها. استمر المتمردون في تلقي الدعم عبر المضيق من إمارة غرناطة. يُعتقد أن السلطان المريني أبو الربيع سليمان ، كان غير قادر على طرد المتمردين من سبتة، مما أثار اهتمام القشتاليين ، الذين كانت هدنتهم مع غرناطة على وشك الانتهاء، وشجعهم على الاستيلاء على الجزيرة الخضراء وجبل طارق وقطع المتمردين.
كان الحصار قصيرًا. ويبدو واضحًا أن دفاعات مدينة الفتح كانت ناقصة حيث نجح القشتاليون في الاستيلاء على جبل طارق عام 1309.  تشير الرواية القشتالية للحصار الأول لجبل طارق إلى أنه كان مجرد مكان صغير، كان بداخله "ألف ومائة وخمسة وعشرون موريًا" وقت سقوطه.  كانت هناك حاجة فقط إلى آليتين للحصار وبضع مئات من الرجال مدافعين عنها. بعد سقوطها طرد القشتاليون جميع سكان المدينة، أمر فرديناند الرابع ملك قشتالة بتعزيز الدفاعات مع إصلاح الجدران، وبناء حصن فوق المدينة وبناء حوض بناء السفن ( أتارازانا ) لإيواء القوادس . 
أدت خسارة جبل طارق إلى خلع سلطان غرناطة النصري من قبل شقيقه نصر ، الذي عكس سياسته بسرعة، وتخلى عن المتمردين في سبتة وأعطى الجزيرة الخضراء (وبالتالي جبل طارق) للمرينيين في عام 1310، لكن المرينيين كانوا مشغولين جدًا في أي مكان آخر بحيث لا يمكنهم حدوث أي تشابكات في إسبانيا، وأعادوا الجزيرة الخضراء إلى غرناطة بعد ذلك مباشرة تقريبًا. أطلق الغرناطيون محاولة لاستعادة جبل طارق بأنفسهم في عام 1315، ولكن بدون الدعم المريني، تعثر الحصار وفشل. 
سيطر القشتاليون على جبل طارق لأكثر من عشرين عامًا، حتى تم التوصل إلى اتفاق جديد في عام 1333 بين السلطان النصري محمد الرابع ملك غرناطة والسلطان المريني أبو الحسن علي بن عثمان المغربي. عبرت القوات المغربية المضيق إلى الجزيرة الخضراء وبدأت الحصار الثالث لجبل طارق عام 1333، واستمر لمدة أربعة أشهر ونصف، ونُفذ بواسطة قوة غرناطة مغربية مشتركة.  اضطر السكان المسيحيون الإسبان إلى أكل أحذيتهم وأحزمتهم قبل أن يستسلم حاكم المدينة فاسكو بيريز دي ميرا في 17 يونيو 1333 
شن القشتاليون على الفور حصارًا رابعًا غير ناجح وانتهى بعد شهرين. بعد استعادة السلام، أمر أبو الحسن بإعادة تحصين جبل طارق بأسوار قوية. ووُسعت المدينة، وبُني سور دفاعي جديد يغطي جانبيها الغربي والجنوبي، وأضيفت أبراج وممرات متصلة لتقويتها. كما تم تعزيز وإصلاح التحصينات القائمة. وحُسنت نقاط الضعف التي استغلها القشتاليون. 

## الوضع السياسي لمضيق جبل طارق (1274–1350)

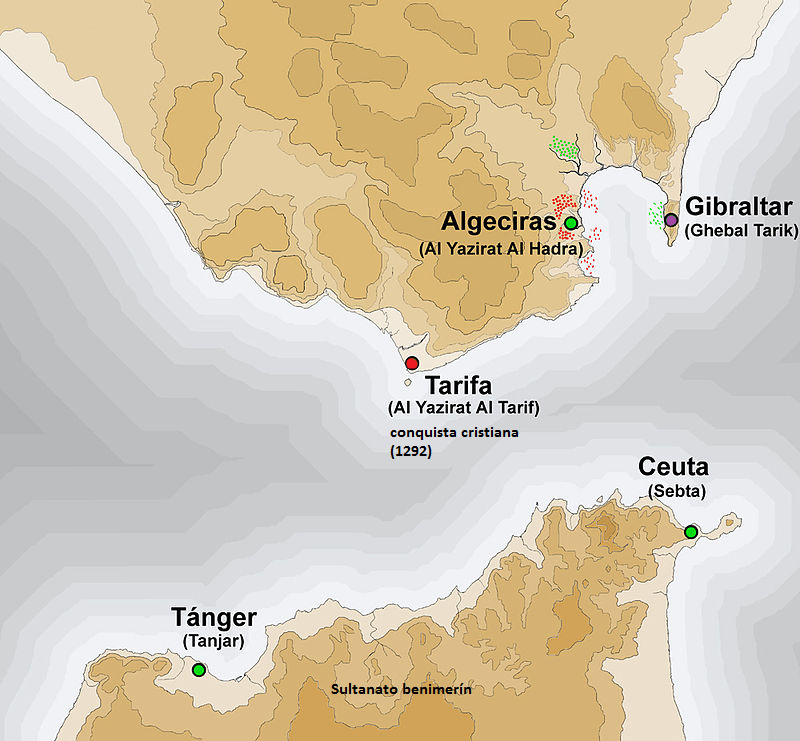
1274 إلى 1306.
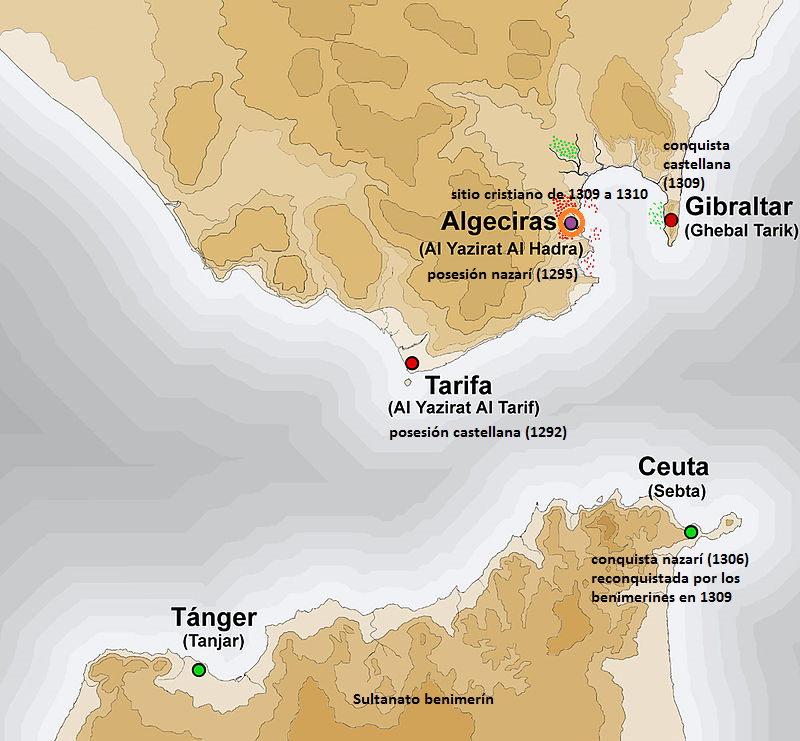
1306 إلى 1310.
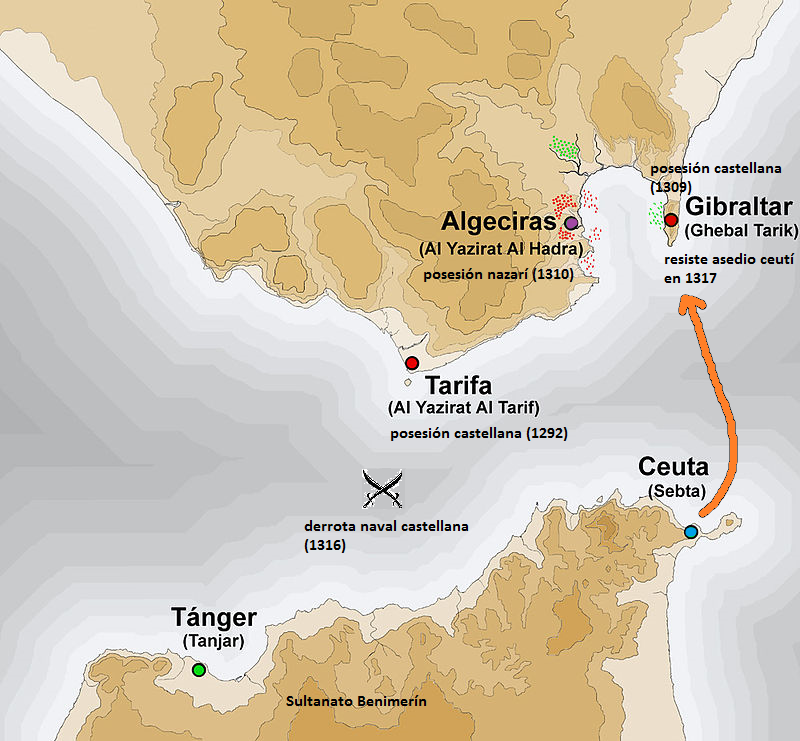
1310 إلى 1329.
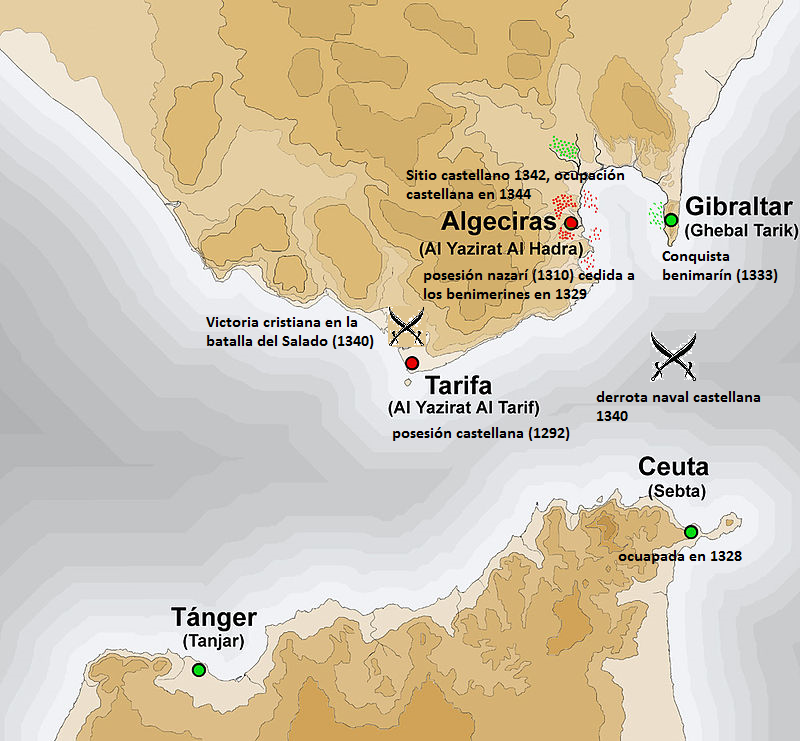
1329 إلى 1350.

### فهرس
- Carrasco Manchado, Ana I. (2009). "Al-Andalus Nazarí". Al-Andalus. Historia de España VI (بالإسبانية). Madrid: Ediciones Istmo. pp. 391–485. ISBN:978-84-7090-431-8.
- Fa، Darren؛ Finlayson، Clive (2006). The Fortifications of Gibraltar. Oxford: Osprey Publishing. ISBN:1-84603-016-1.
- Harvey، Maurice (1996). Gibraltar. A History. Spellmount Limited. ISBN:1-86227-103-8.
- Hills، George (1974). Rock of Contention: A history of Gibraltar. London: Robert Hale & Company. ISBN:0-7091-4352-4.
- Jackson، William G. F. (1986). The Rock of the Gibraltarians. Cranbury, NJ: Associated University Presses. ISBN:0-8386-3237-8.
- Mann، J.H. (1873). A History of Gibraltar and its Sieges (ط. 2nd). London: Provost. OCLC:39745364.
- O'Callaghan، Joseph F. (2011). The Gibraltar Crusade: Castile and the Battle for the Strait. Philadelphia: University of Pennsylvania Press. ISBN:978-0812204636.